# Stranded (album)
Stranded – trzeci album studyjny brytyjskiej grupy rockowej Roxy Music, wydany w 1973 roku nakładem Island Records (Wielka Brytania) i ATCO Records (Stany Zjednoczone).

## Lista utworów
Opracowano na podstawie materiału źródłowego.
Wydanie LP:
Strona A
| Nr | Tytuł utworu    | Muzyka                      | Długość |
| -- | --------------- | --------------------------- | ------- |
| 1. | „Street Life”   | Bryan Ferry                 | 3:29    |
| 2. | „Just Like You” | Bryan Ferry                 | 3:36    |
| 3. | „Amazona”       | Bryan Ferry, Phil Manzanera | 4:16    |
| 4. | „Psalm”         | Bryan Ferry                 | 8:04    |
|    |                 |                             | 19:25   |

Strona B
| Nr | Tytuł utworu        | Muzyka                   | Długość |
| -- | ------------------- | ------------------------ | ------- |
| 1. | „Serenade”          | Bryan Ferry              | 2:59    |
| 2. | „A Song for Europe” | Bryan Ferry, Andy Mackay | 5:46    |
| 3. | „Mother of Pearl”   | Bryan Ferry              | 6:52    |
| 4. | „Sunset”            | Bryan Ferry              | 6:04    |
|    |                     |                          | 21:41   |

## Twórcy
Opracowano na podstawie materiału źródłowego.
Muzycy:
- Bryan Ferry – śpiew, fortepian
- John Gustafson – gitara basowa
- Eddie Jobson – skrzypce elektryczne, keyboardy
- Andy Mackay – obój, saksofon
- Phil Manzanera – gitara elektryczna
- Paul Thompson – perkusja, kotły

Dodatkowi muzycy:
- Chris Lawrence – kontrabas (B4)
- The London Welsh Male Choir – chór (A4)

Produkcja:
- Chris Thomas – produkcja muzyczna
- John Punter – inżynieria dźwięku
- Karl Stoecker – fotografia na okładce